# Inazawa
Inazawa (稲沢市, Inazawa-shi) är en japansk stad i prefekturen Aichi på den centrala delen av ön Honshu. Den har cirka 137 000 invånare och fick stadsrättigheter 1 november 1958. Staden utökades 1 april 2005 med de närliggande samhällena Heiwa och Sobue. Staden är belägen strax nordväst om Nagoya och ingår i denna stads storstadsområde.